# Tamenus aureus
Tamenus aureus är en spindeldjursart som beskrevs av Beier 1932. Tamenus aureus ingår i släktet Tamenus och familjen Atemnidae. Inga underarter finns listade i Catalogue of Life.